# Selmir Pidro
Selmir Pidro (Bugojno, 3 marzo 1998) è un calciatore bosniaco, difensore del Velež Mostar in prestito dal St. Louis City.

## Carriera

### Club
Cresciuto nelle giovanili del Sarajevo, inizialmente viene ceduto in prestito al Bosna Visoko, formazione della seconda divisione bosniaca, dove milita dal gennaio al giugno 2018. Rientrato dal prestito, il 19 luglio successivo debutta in prima squadra, disputando l'incontro vinto 3-0 contro gli armeni del Banants, valido per il primo turno preliminare di Europa League. Il 5 agosto successivo, invece, esordisce in campionato, nella vittoria per 0-1 contro lo Sloboda Tuzla. Il 1º febbraio 2022 viene acquistato dal St. Louis City, che lo lascia in prestito al Sarajevo fino al termine della stagione.

### Nazionale
Dopo aver militato nelle nazionali giovanili bosniache Under-17 ed Under-21, il 27 marzo 2021 ha esordito con la nazionale bosniaca giocando l'amichevole pareggiata 0-0 contro la Costa Rica.

## Statistiche

### Presenze e reti nei club
Statistiche aggiornate al 23 febbraio 2022.
| Stagione        | Squadra         | Campionato      | Campionato | Campionato | Coppe nazionali | Coppe nazionali | Coppe nazionali | Coppe continentali | Coppe continentali | Coppe continentali | Altre coppe | Altre coppe | Altre coppe | Totale | Totale |
| Stagione        | Squadra         | Comp            | Pres       | Reti       | Comp            | Pres            | Reti            | Comp               | Pres               | Reti               | Comp        | Pres        | Reti        | Pres   | Reti   |
| --------------- | --------------- | --------------- | ---------- | ---------- | --------------- | --------------- | --------------- | ------------------ | ------------------ | ------------------ | ----------- | ----------- | ----------- | ------ | ------ |
| gen.-giu. 2018  | Bosna Visoko    | 1L              | 13         | 2          | CB              | -               | -               |                    | -                  | -                  |             | -           | -           | 23     | 1      |
| 2018-2019       | Sarajevo        | PL              | 17         | 1          | CB              | 2               | 0               | UEL                | 3                  | 0                  |             | -           | -           | 22     | 1      |
| 2019-2020       | Sarajevo        | PL              | 0          | 0          | CB              | 0               | 0               | UCL+UEL            | 0                  | 0                  |             | -           | -           | 0      | 0      |
| 2020-2021       | Sarajevo        | PL              | 29         | 0          | CB              | 4               | 0               | UCL+UEL            | 1+2                | 0                  |             | -           | -           | 36     | 0      |
| 2021-2022       | Sarajevo        | PL              | 17         | 1          | CB              | 1               | 0               | UECL               | 2                  | 0                  |             | -           | -           | 20     | 0      |
| Totale carriera | Totale carriera | Totale carriera | 76         | 3          |                 | 7               | 0               |                    | 8                  | 0                  |             | -           | -           | 91     | 3      |

### Cronologia presenze e reti in nazionale
| Cronologia completa delle presenze e delle reti in nazionale ― Bosnia ed Erzegovina | Cronologia completa delle presenze e delle reti in nazionale ― Bosnia ed Erzegovina | Cronologia completa delle presenze e delle reti in nazionale ― Bosnia ed Erzegovina | Cronologia completa delle presenze e delle reti in nazionale ― Bosnia ed Erzegovina | Cronologia completa delle presenze e delle reti in nazionale ― Bosnia ed Erzegovina | Cronologia completa delle presenze e delle reti in nazionale ― Bosnia ed Erzegovina | Cronologia completa delle presenze e delle reti in nazionale ― Bosnia ed Erzegovina | Cronologia completa delle presenze e delle reti in nazionale ― Bosnia ed Erzegovina |
| Data                                                                                | Città                                                                               | In casa                                                                             | Risultato                                                                           | Ospiti                                                                              | Competizione                                                                        | Reti                                                                                | Note                                                                                |
| ----------------------------------------------------------------------------------- | ----------------------------------------------------------------------------------- | ----------------------------------------------------------------------------------- | ----------------------------------------------------------------------------------- | ----------------------------------------------------------------------------------- | ----------------------------------------------------------------------------------- | ----------------------------------------------------------------------------------- | ----------------------------------------------------------------------------------- |
| 27-3-2021                                                                           | Zenica                                                                              | Bosnia ed Erzegovina                                                                | 0 – 0                                                                               | Costa Rica                                                                          | Amichevole                                                                          | -                                                                                   | 80’                                                                                 |
| 18-12-2021                                                                          | Carson                                                                              | Stati Uniti                                                                         | 1 – 0                                                                               | Bosnia ed Erzegovina                                                                | Amichevole                                                                          | -                                                                                   | 46’                                                                                 |
| Totale                                                                              |                                                                                     | Presenze                                                                            | 2                                                                                   |                                                                                     | Reti                                                                                | 0                                                                                   |                                                                                     |

## Palmarès

### Club

#### Competizioni nazionali
- Coppa di Bosnia: 2

Sarajevo: 2018-2019, 2020-2021
- Campionato bosniaco: 2

Sarajevo: 2018-2019, 2019-2020